# Rio de San Giobbe

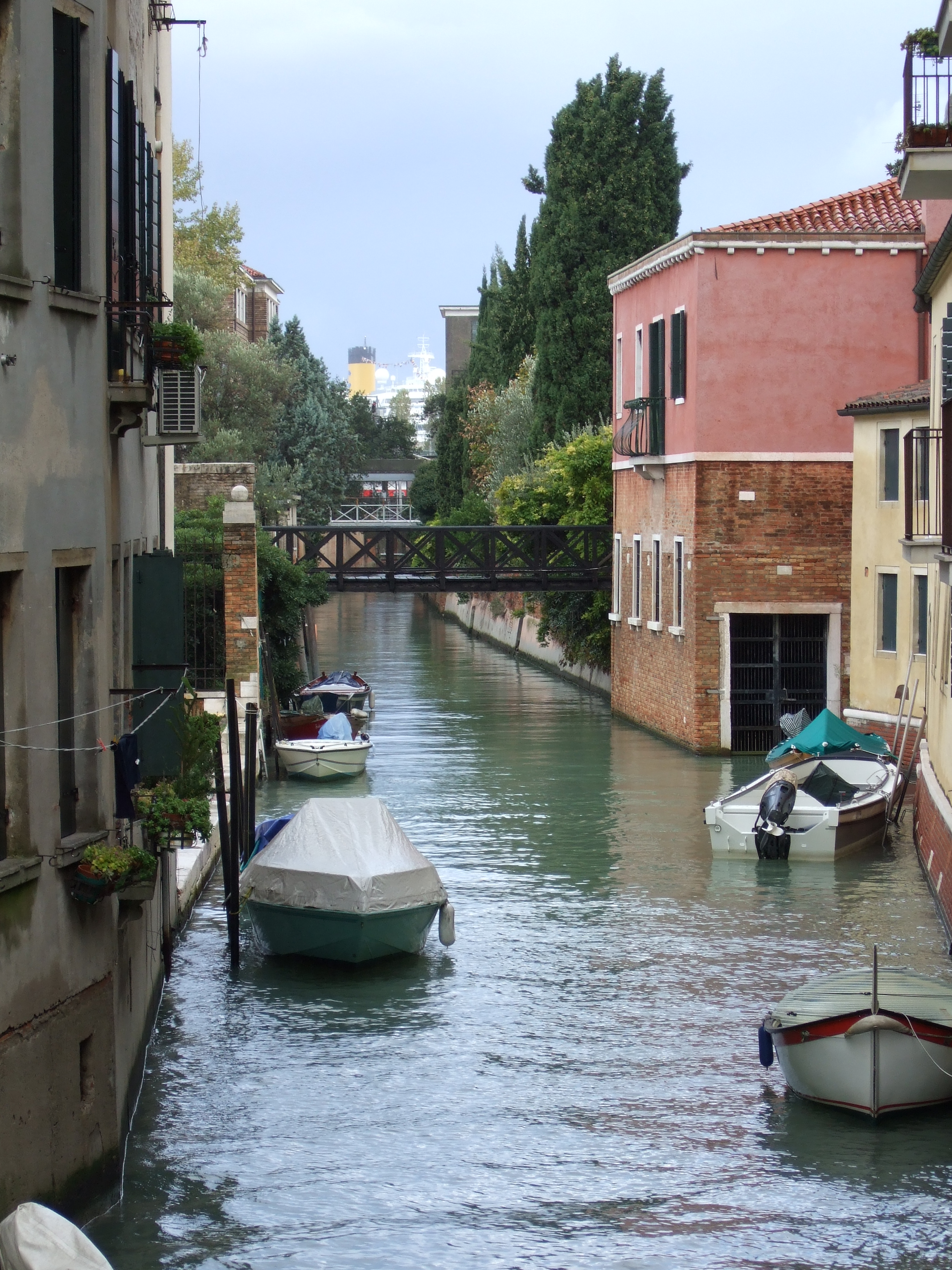
Vue du canal vers le sud-ouest du Ponte de la Saponela

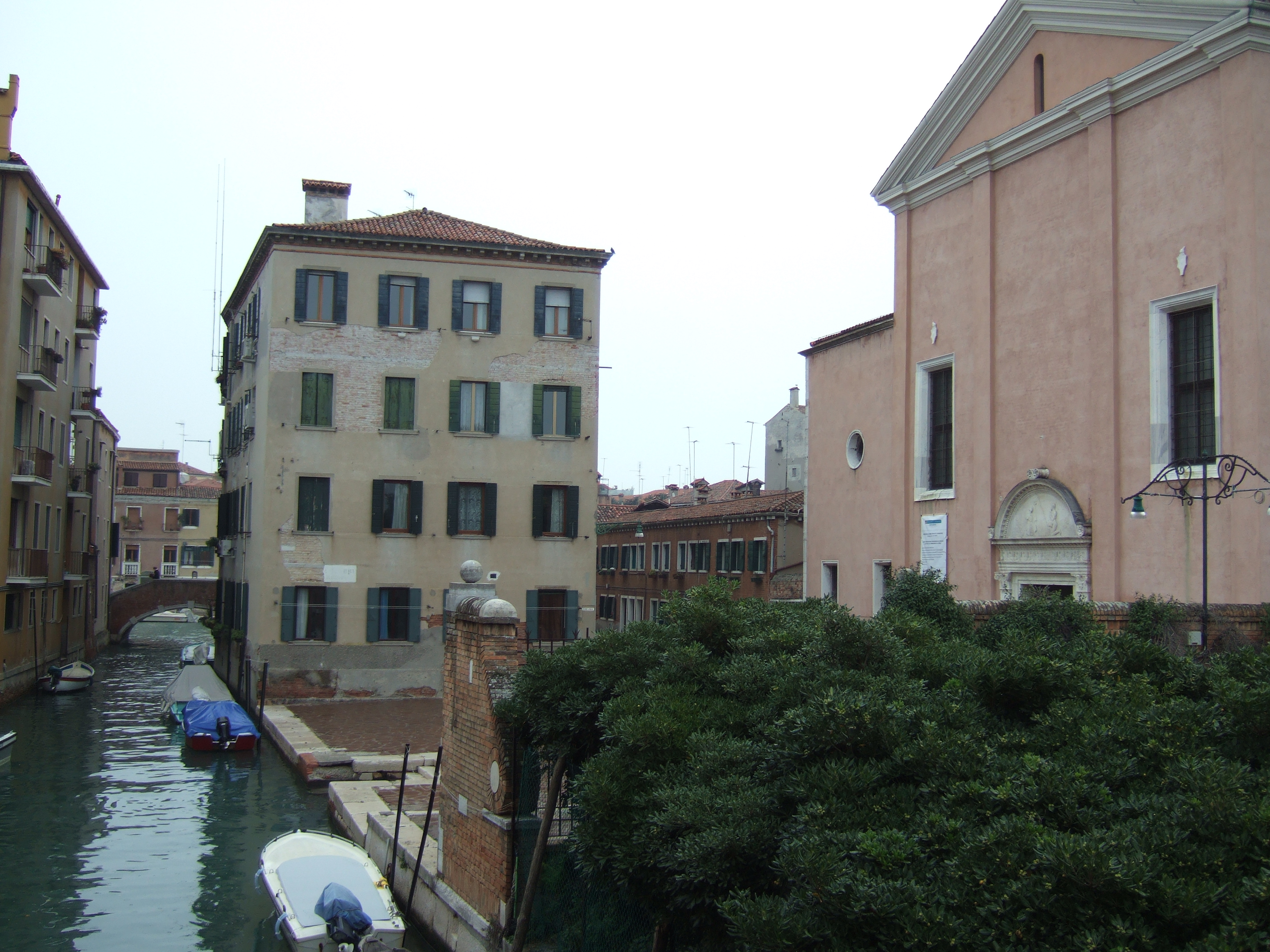
Rio e Église de San Giobbe

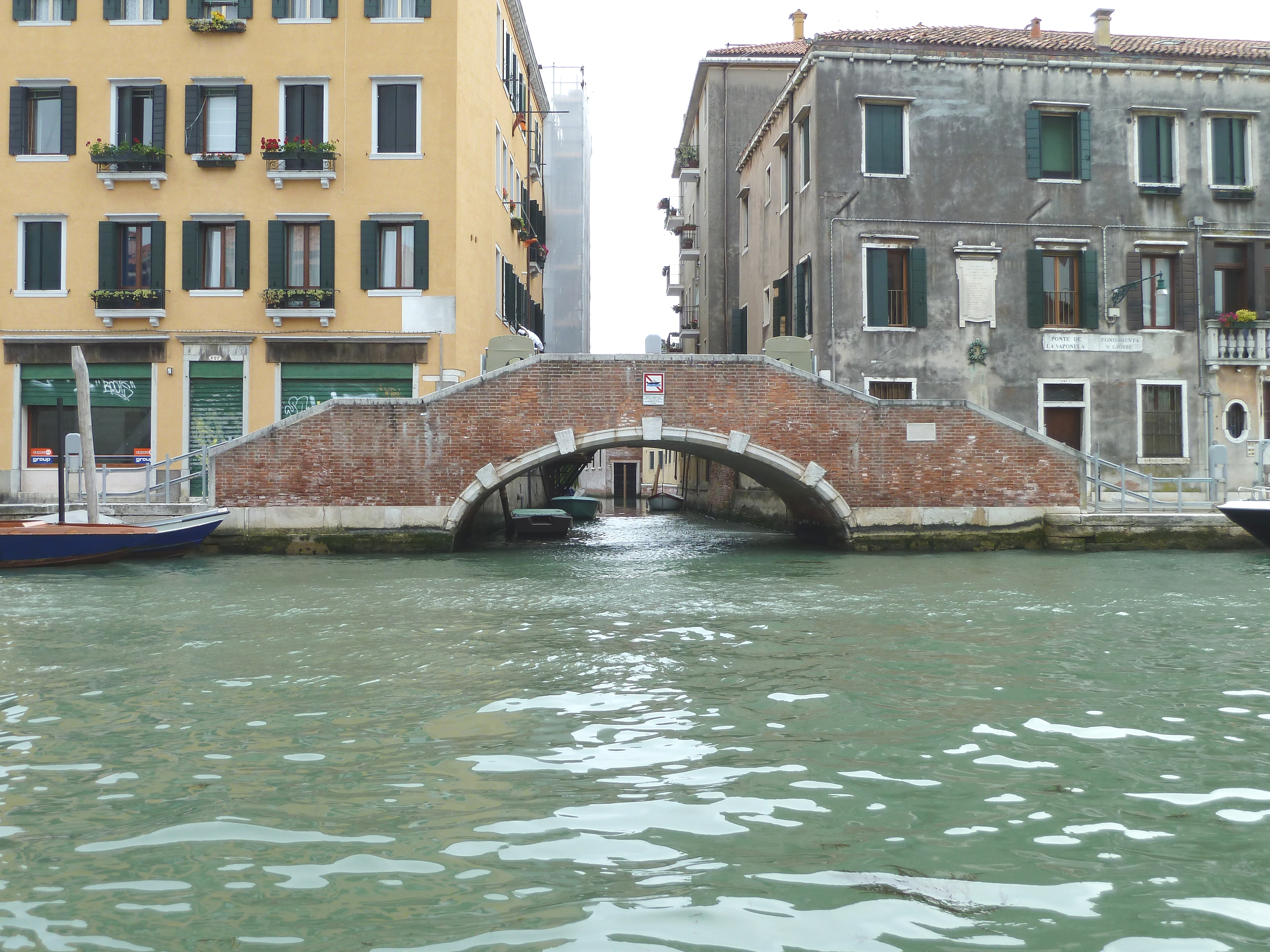
Ponte de la Saponela vu du canal de Cannaregio

Le rio di San Giobbe, rio de San Giobbe en vénitien, (canal de Saint-Job) est un canal de Venise dans le sestiere de Cannaregio.

## Description
Le rio di San Giobbe a une longueur de 275 mètres. Il part du rio della Crea, le long des voies de la gare ferroviaire de Santa Lucia pour remonter en sens nord-est vers son embouchure dans le Canal de Cannaregio.

## Origine
Le nom provient de l'Église San Giobbe, proche.

## Situation
- À proximité du Canal de Cannaregio, ce rio longe l'Église San Giobbe ;
- À son embouchure dans le Canal de Cannaregio se situe le Pont des Trois Arches(it) ;
- À hauteur de ce dernier se situe l'empontement de vaporetto du même nom ;

## Ponts
- À son embouchure dans le Canal de Cannaregio, il est traversé  par le Ponte de le Saponete ou de la Saponella. En 1713, vivait ici un Francesco Saponello ;